# Club Guaraní
Maillots
Actualités
Le Club Guaraní est un club paraguayen de football basé à Asuncion, dans le quartier de Dos Bocas. 

## Histoire

### Création et premiers succès
En octobre 1903 naît le Club Guarani, nom qui rend hommage aux indigènes qui peuplaient le Paraguay, d'où son surnom : El Aborigèn. Il est le deuxième club de football créé au Paraguay, après le Club Olimpia. Le club porte alors un maillot jaune et noir, en hommage aux couleurs de Francis Drake et de Peñarol, où avaient joués les frères Melina, deux des fondateurs. Les couleurs ne seront jamais changées depuis.
En 1906 a lieu le premier match de l'histoire du championnat du Paraguay, Olimpia-Guarani. Ce championnat sera remporté par l'Aborigen, qui termine invaincu, tout comme lors du championnat 1907.

### La décennie d'or, les années 1960
La période des années 1960 est la plus prolifique de l'histoire du club. Après avoir remporté ces troisièmes, quatrièmes et cinquièmes titres de champions en 1921, 1923 et 1949, Guarani remporte trois fois le championnat, en 1964, 1967 et 1969. Le club se qualifie six fois pour la Copa Libertadores, entre 1965 et 1971. Dans ces six Libertadores disputées, l'aborigen a souvent frôlé les demi-finales, sans jamais les atteindre. 

### Des années 1980 à 2009
Après une période de disette pour l'équipe d'Asuncion qui végète en milieu de tableau sans jamais se qualifier pour une coupe continentale, l'Aborigen remporte le championnat de 1984, mettant fin à la domination d'Olimpia qui venait d'enchaîner six titres consécutifs. Lors de la Copa Libertadores 1985, le club est éliminé dès la phase de groupe. Guarani retrouve le continent sud-américain lors de la Copa CONMEBOL 1996, atteignant les quarts de finale, avant de disputer la Libertadores 1997 après une place de vice champion, derrière Cerro Porteño. Lors de l'édition 1997, l'Aborigen est éliminé en huitièmes de finale par les Brésiliens de Grêmio aux tirs au but (3-3, t-a-b: 2-1). 
Guarani se qualifie pour trois autres Copa Libertadores, 2001, 2004, 2009, qui se soldent toutes par une élimination dès la phase de groupe. L'Aborigen participe également deux fois à la nouvelle Copa Sudamericana, en 2003 et 2005, et quitte la compétition à chaque fois lors de la première phase, sorti par son compatriote le Cerro Porteño.

### Depuis 2010
Après 26 ans sans trophée, l'Aborigen remporte son dixième titre de champion du Paraguay. Après ce succès, Guarani fait un très mauvais parcours lors de la Copa Libertadores 2011, terminant dernier de son groupe avec six défaites en six matchs. Qualifié pour la Copa Sudamericana 2012 et 2013, les paraguayens sont éliminés deux fois de suite lors de la seconde phase, par Millonarios puis par l'Atletico Nacional, les deux grands clubs colombiens.
En 2013, Fernando Jubero signe comme entraîneur. C'est également l'année où apparaît Fernando Fernández, un jeune espoir paraguayen. Le club se qualifie pour la Copa Libertadores 2014, puis la Copa Libertadores 2015. Cette année-là, l'Aborigen termine second de son groupe derrière les Argentins du Racing Club. En huitièmes, les Paraguayens éliment les brésiliens du Corinthian en gagnant les deux matchs (2-0 ; 0-1). En quart Guarani retrouve le Racing club, et l'élimine en gagnant le match aller à Asuncion 1-0 et en faisant un nul 0-0 en Argentine. L'exploit est retentissant. Pour la première fois de son histoire, le club atteint les demi-finales de la Libertadores. En demie se dresse le géant River Plate. Le match aller au Monumental est remporté par le millionario 2-0. Au match retour, Fernando Fernandez fait croire au miracle en ouvrant le score à la 61e, mais Lucas Alario égalise à la 78e. River gagne finalement la compétition en battant les Tigres en finale. Federico Santander est le meilleur buteur du club dans la compétition. L'autre satisfaction de cette saison est le jeune Fernandez, qui totalise 32 buts en 45 matchs.

## Palmarès
- Championnat du Paraguay (11) :
  - Champion : 1906, 1907, 1921, 1923, 1949, 1964, 1967, 1969, 1984, 2010 (Apertura), 2016 (Clausura)

- Coupe du Paraguay (1) :
  - Vainqueur : 2018
  - Finaliste : 2019

## Anciens joueurs
- Hugo Ovelar
- Salvador Cabañas
- José Luis Chilavert
- Rolando Chilavert
- Darío Verón
- Julio Manzur
- Federico Santander
- Aureliano Torres